# Велень (Муреш)
Велень, Велені (рум. Văleni) — село у повіті Муреш в Румунії. Входить до складу комуни Погечауа.
Село розташоване на відстані 285 км на північний захід від Бухареста, 25 км на північний захід від Тиргу-Муреша, 52 км на схід від Клуж-Напоки.

## Населення
За даними перепису населення 2002 року у селі проживали 317 осіб.
Національний склад населення села:
| Національність | Кількість осіб | Відсоток |
| -------------- | -------------- | -------- |
| румуни         | 305            | 96,2%    |
| угорці         | 12             | 3,8%     |

Рідною мовою назвали:
| Мова      | Кількість осіб | Відсоток |
| --------- | -------------- | -------- |
| румунська | 306            | 96,5%    |
| угорська  | 11             | 3,5%     |